# Andrea Dũng Lạc
(Sant'Andrea Dũng Lạc)
Andrea Dũng Lạc (Bac Ninh, 1785 circa – Hanoi, 21 dicembre 1839) è stato un presbitero vietnamita.
Decapitato durante le persecuzioni anticristiane nel Tonchino, venne beatificato nel 1900 da papa Leone XIII e nel 1988 fu dichiarato santo da papa Giovanni Paolo II insieme ai suoi 116 compagni di martirio. La memoria liturgica di Sant'Andrea Dũng Lạc e quella dei suoi 116 compagni martiri è stata fissata al 24 novembre.

## Biografia

### I primi anni e l'educazione cristiana
Andrea Dũng Lạc, nato Tran An Dung, nacque a Bac Ninh, una cittadina nell’attuale Vietnam, intorno al 1795 in una famiglia non cristiana ed estremamente disagiata economicamente. I suoi genitori, a causa della povertà in cui versava la famiglia, decisero di affidarlo ad un catechista, il quale venne pagato. Il catechista lo condusse in missione a Vinh-Tri, una località del Vietnam. Lì crebbe, ricevette la sua prima educazione e fu battezzato col nome di Andrea. Otto anni dopo, Andrea divenne anch'egli catechista. Visse per dieci anni proclamando il Vangelo e ne era molto soddisfatto. Poiché riusciva bene negli studi, i missionari gli fecero proseguire gli studi nel Seminario di Vinh-Tri. Durante il periodo formativo presso il Seminario, emerse fra tutti i seminaristi per l'impegno nello studio e per la garbatezza con la quale si relazionava con gli altri.

### Il sacerdozio, le persecuzioni e gli arresti
Dopo altri tre anni di studi teologici presso il Seminario, il 15 marzo 1823 fu ordinato sacerdote. Prestò il servizio di viceparroco nella comunità di Dong-Chuoi, successivamente in quella di Doai e poi in quella di Son-Mieng. La sua vita sacerdotale fu dedita al servizio, alla povertà, alla semplicità, alla condivisione dei beni con i più poveri, all'osservanza dei precetti ed al rispetto.
Si trovava nella comunità di Ke-Dam come parroco quando la sua casa fu distrutta dai pagani. Decise quindi di trasferirsi a Ke-Sui, comunità dalla quale visitava gli altri gruppi di fedeli per amministrare i Sacramenti. Quando la persecuzione iniziò ad intensificarsi a causa del decreto imperiale del 6 gennaio 1833 emesso dal re Minh Mang, padre Andrea dovette nascondersi nelle case di altri credenti, poi fuggì a Ke-Roi, dove fondò una nuova comunità cristiana.
Un giorno, appena terminata la Celebrazione Eucaristica, vide arrivare i soldati imperiali: subito si tolse i paramenti liturgici e cercò di nascondersi in mezzo alla folla per non essere riconosciuto come sacerdote. Tuttavia, fu ugualmente arrestato, insieme ad altri ventinove credenti, e condotto alla prefettura di Ly-Nam.
Uno dei funzionari del villaggio decise di riscattarlo con sei pezzi d’argento, dicendo che era un suo parente. Da quel momento, per essere più libero nella sua missione sacerdotale, padre Andrea cambiò il suo nome di nascita (nell’onomastica vietnamita occupa l’ultimo posto) da Dung in Lac.
Correndo grandi rischi decise di spingersi nelle pericolose province di Hanoi e di Nam-Dinh, ma era tormentato e soffriva perché doveva agire nel nascondimento. Diceva infatti: 
Il 10 novembre 1839 fu arrestato una seconda volta nel villaggio di Ke-Song. Era in casa di un confratello, padre Pietro Trương Văn Thi (poi finito anch'egli martire), dal quale era andato a confessarsi. Il capovillaggio, Phap, domandò ai cristiani un riscatto di duecento pezzi d’argento per entrambi. Ciononostante, fu recuperata solo la metà della somma, quindi venne rilasciato solamente padre Andrea, il quale s’incaricò di tornare con il resto del denaro.
Durante il viaggio di ritorno verso casa lungo un fiume, dovette fermarsi a causa di una tempesta. Al momento di raggiungere la riva, si trovò in difficoltà e tese la mano per essere aiutato a scendere. A soccorrerlo, però, fu il segretario del prefetto locale, il quale, vedendolo gridò:
Fu arrestato per la terza volta, questa volta insieme a padre Pietro, e trasferito nel territorio di Binh-Loc. I fedeli fecero nuovamente una colletta per riscattare entrambi i sacerdoti ma padre Andrea, però, era convinto che Dio non volesse la sua liberazione, perciò chiese loro di non riscattarlo. In una lettera a monsignor Pierre Retord, suo vescovo e Vicario apostolico del Tonchino Occidentale, spiegò quella scelta menzionando la leggenda per cui san Pietro, in fuga dalla persecuzione di Nerone e già scampato alla prigionia, vide Gesù che tornava a Roma al posto suo e comprese di dover affrontare il martirio.
Il funzionario di Binh-Loc trattò padre Andrea e padre Pietro molto bene. Ordinò che venissero portati loro i pasti nei piatti a lui riservati e fece restituire i loro vestiti dal capovillaggio. Consapevole che non sarebbe riuscito a intaccare la loro fede, non li torturò, ma li tenne prigionieri soltanto per tre giorni, dopo i quali li fece trasferire a Hanoi. In una solenne cerimonia della religione tradizionale, il funzionario dichiarò, quasi a discolparsi, la sua estraneità alla loro punizione dicendo così: 
Durante il trasferimento a Hanoi lungo il fiume Hong, i due sacerdoti furono seguiti, a piedi o in barca, da moltissimi fedeli. Al vederli, i due si fermarono e li incoraggiarono a continuare a vivere come la Chiesa insegna. Il funzionario, molto sorpreso, domandò:
Una donna che si trovava lì rispose: 
Dopo essere giunti a Hanoi, il funzionario locale li portò in tribunale e provò a costringerli ad apostatare, ordinando loro di calpestare la croce. Entrambi respinsero con decisione l'ordine e affermarono che preferivano morire invece di offendere il simbolo della loro fede. Padre Pietro, anzi, s’inginocchiò e baciò il crocifisso. Dopo svariati interrogatori, il funzionario comprese che era impossibile farli desistere e ordinò di chiedere al sovrano la sentenza capitale.

### La prigionia ed il martirio
Nel tempo che trascorsero in carcere, in attesa della sentenza, i due sacerdoti conquistarono la simpatia delle guardie, che li rispettavano. Ogni qual volta essi ricevevano qualcosa dall’esterno, lo condividevano immediatamente con i carcerieri, trattenendo per sé solo il minimo necessario. Ogni mattina ed ogni sera s’inginocchiavano e pregavano per molto tempo. Benché i fedeli avessero il permesso di portare loro quotidianamente carne o pesce, i due domandarono loro di non farlo più. Continuarono a fare digiuni o, almeno, a consumare poche quantità di cibo, quanto bastava loro per sopravvivere. Il 1º novembre 1839 un altro presbitero portò clandestinamente ai prigionieri la Santa Eucaristia. Padre Andrea lo salutò con queste parole: 
Poi ricevette devotamente la Comunione, come fece anche padre Pietro.
Il 21 dicembre 1839, quando i funzionari imperiali vennero ad annunciare la sentenza, i due sacerdoti li accolsero come se stessero portando loro un regalo prezioso. Lungo la via del patibolo, i due condannati pregarono silenziosamente, ma non appena uscirono dalla porta della città, padre Andrea, con le mani legate, cantò alcuni versi di un inno in latino. Prima dell’esecuzione capitale, il boia incaricato di eseguire la sentenza gli disse:
Padre Andrea, sorridendo, replicò:
I due condannati chiesero di avere ancora qualche minuto per pregare e, infine, si chinarono per essere decapitati. La decapitazione avvenne sul terreno fuori dalla porta della città a Cau-Giay, presso Hanoi, sul bordo della strada che conduceva a Son-Tay.

## Il culto
Le cause di beatificazione e canonizzazione di padre Andrea Dung Lac e padre Pietro Trương Văn Thi furono inserite in un gruppo di cause riguardanti 64 martiri vittime delle persecuzioni in Vietnam. Il decreto sul martirio venne promulgato il 2 luglio 1899 da papa Leone XIII, mentre la beatificazione fu celebrata il 27 maggio 1900 dallo stesso Pontefice.
Il 18 aprile 1986 venne emesso il decreto con cui le cause dei 64 martiri confluivano, insieme a quelle di altri quattro gruppi di martiri delle persecuzioni in Vietnam, in una sola causa di canonizzazione: il totale era quindi di 117 persone. Andrea Dung Lac fu scelto come capogruppo, proprio per il culto di cui gode nel suo Paese, oltre che all’esempio dato durante tutta la sua vita. In seguito al decreto del 5 giugno 1986, che sanciva la perdurante fama di segni e di miracoli relativi a tutti i 117 martiri, papa Giovanni Paolo II li canonizzò il 19 giugno 1988 in piazza San Pietro. La memoria liturgica di Sant'Andrea Dũng Lạc e quella dei suoi 116 compagni martiri è stata fissata al 24 novembre.